# グレン研究センター
グレン研究センター（グレンけんきゅうセンター、英語: NASA John H. Glenn Research Center at Lewis Field、GRC）はクリーブランド (オハイオ州)にあるアメリカ航空宇宙局（NASA）の研究所である。NASAグレンリサーチセンター。

## 概説
1941年、アメリカ航空諮問委員会の航空用エンジン研究所として発足した。 1960年代初頭、米国が月面着陸競争に勝利できるように、ロケットエンジンの推進剤に液体水素を用いる研究開発を推し進めた。1999年、アメリカ人宇宙飛行士として初の宇宙飛行を行った後、オハイオ州上院議員を務めたジョン・ハーシェル・グレンを記念し、現在の名称に改められた。それまではGeorge Lewisにちなんでルイス研究センター(LeRC)と呼ばれていた。
参加してきた事業に、ラムジェットエンジンATREXの研究開発、有人宇宙飛行船アレスI-Xの試作、使い捨て型ロケットアレスVの開発、国際宇宙ステーション材料曝露実験（MISSE）計画などがある。